# Selenipedium

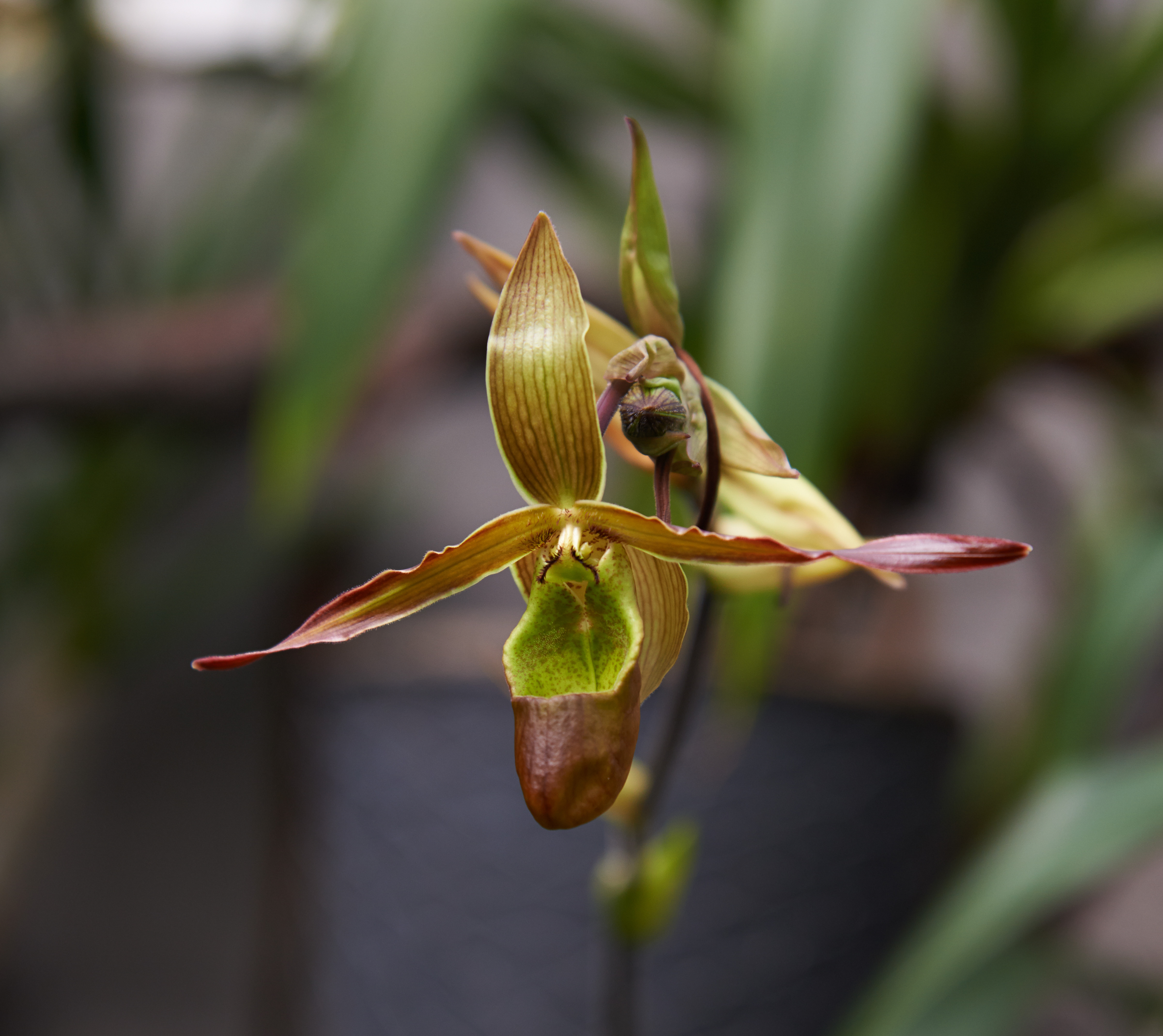

Selenipedium is een geslacht van zes soorten terrestrische orchideeën. Ze komen voor in Zuid-Amerika, vooral in het Amazoneregenwoud.
Selenipedium is een weinig bestudeerd geslacht dat vanwege de grootte tot meerdere meters nauwelijks in cultuur gehouden wordt. De aromatische zaaddozen van Selenipedium chica zijn in het verleden wel gebruikt als vervanging voor vanille.

## Naamgeving
Synoniem: Solenipedium Beer (1854) 

## Kenmerken
Selenipedium-soorten hebben een tot 3 m lange, rechtopstaande stengel met lancetvormige bladeren, duidelijk generfd en in de lengte gevouwen en afwisselend langs de stengel geplaatst. De bloeiwijze is een tros met meerdere, kleine bloemen.
De sepalen of kelkbladen en petalen of kroonbladen zijn drietallig, maar de twee zijdelingse sepalen zijn naar beneden gebogen en met elkaar vergroeid. De lip is opgeblazen tot een buidelvormige structuur.
Het gynostemium heeft twee fertiele meeldraden en een schildvormig staminodium.

## Voorkomen
Selenipedium is een geslacht van terrestrische orchideeën die voornamelijk in tropische regenwouden groeien.
Het voorkomen is beperkt tot Midden- en Zuid-Amerika en dan voornamelijk in het Amazoneregenwoud: Costa Rica, Colombia, Ecuador, Venezuela en Brazilië.
De meeste soorten staan onder druk door het vernietigen van hun habitat door ontbossing ten voordele van de landbouw.

## Taxonomie
Selenipedium heeft een eigen subtribus, Selenipediinae en een eigen tribus, Selenipedieae en wordt tot de onderfamilie Cypripedioideae gerekend. Nochtans bezitten de soorten een aantal symplesiomorfe kenmerken, afkomstig van een eerdere voorouder en niet aanwezig bij de andere geslachten in de onderfamilie. Er zijn dus argumenten om Selenipedium eerder als een zustergroep van Cypripedioideae te beschouwen.
Er worden zes soorten tot het geslacht gerekend. De typesoort is Selenipedium chica
- Selenipedium aequinoctiale Garay 1978 (Ecuador)
- Selenipedium chica Rchb.f. 1854
- Selenipedium isabelianum Barb.Rodr.(Brazilië)
- Selenipedium palmifolium (Lindl.) Rchb.f. 1854 (Brazilië)
- Selenipedium steyermarkii Foldats 1961 (Brazilië, Venezuela)
- Selenipedium vanillocarpum Barb.Rodr. (Brazilië)